# The Curse of the Redman
The Curse of the Redman è un cortometraggio muto del 1911 diretto da Francis Boggs; è conosciuto anche con il titolo The Curse of the Red Man.

## Produzione
Il film fu prodotto da William Nicholas Selig per la sua compagnia, la Selig Polyscope Company.

## Distribuzione
Distribuito dalla General Film Company, il film - un cortometraggio in una bobina - uscì nelle sale cinematografiche statunitensi il 2 febbraio 1911.